# 窗烷

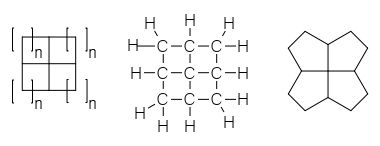
窗烷，从左至右为：一般结构、[4,4,4,4]窗烷、[5,5,5,5]窗烷

窗烷是一种有机化合物，属烷烃类，其中心结构是由一个碳原子的四个共价键延伸出4个共边的碳氢环（稠碳氢环），状如窗户而得名，可以看成是一类螺烷烃。于1972年由化学家和提出，其英文名字来自拉丁文的“窗户”。

## 概要
正常情况下，中心碳原子的sp3杂化导致其共价键呈正四面体结构。窗烷的四环构型则需要这些共价键更倾向于平面结构，因此不容易合成。
理论上，最小的窗烷包含4个3员环（环丙烷），称为[3,3,3,3]窗烷。下一个成员[4,4,4,4]窗烷包含四个稠合的环丁烷体系，如同窗户一般。
命名窗烷时，只需要将各环中碳原子数目数出，以逗号相隔，并用方括号括起来，后面接上“窗烷”就可以了。窗烷也有系统命名，如[4,4,4,4]窗烷的系统命名是：四环[3.3.1.03,9.07,9]壬烷。
在某些极端情况下正四面体结构的碳彻底变成平面四边形结构。平面四边形甲烷的分子轨道图像表明，三个sp2杂化轨道中的两个轨道分别与两个氢原子成普通的σ键，第三个杂化轨道与两个剩余的氢原子成三中心两电子键，仅利用两个氢的电子。而碳的两个未成对电子则被挤进垂直的p轨道。由于共振，四个碳氢键是完全等同的。电脑模拟表明完成这样的过程需要95-250kcal/mol的能量。
张力很大的[4,4,4,5]窗烷已被合成出来。X射线衍射表明中心碳原子键角大约为130°，并且键长较短（149pm于普通的159pm）。
第一个合成的窗烷是[4,5,5,6]窗烷：
氮杂[4,5,5,5]窗烷也于最近被合成出来，以便结晶被X射线衍射分析。
氟硼酸盐中 N-C-C 键角为126°。

## 另見
- 名稱獨特的化學物質列表